# Championnats d'Europe junior de squash
Les Championnats d'Europe junior de squash sont le tournoi rassemblant les meilleurs joueurs et joueuses de squash de moins de 19 ans. La compétition est organisée par la Fédération européenne de squash.

## Palmarès

### Compétition individuelle
| Année | Lieu                                                  | Pays                                                  | Champion                                              |                                                       |
| ----- | ----------------------------------------------------- | ----------------------------------------------------- | ----------------------------------------------------- | ----------------------------------------------------- |
| 2025  | Prague                                                | Drapeau de la France                                  | Amir Khaled-Jousselin                                 |                                                       |
| 2024  | Bucarest                                              | Drapeau de l'Angleterre                               | Jonah Bryant                                          |                                                       |
| 2023  | Zurich                                                | Drapeau de l'Angleterre                               | Jonah Bryant                                          |                                                       |
| 2022  | Eindhoven                                             | Drapeau de l'Angleterre                               | Finnlay Withington                                    |                                                       |
| 2021  | annulé en raison de la pandémie de Covid-19 en Europe | annulé en raison de la pandémie de Covid-19 en Europe | annulé en raison de la pandémie de Covid-19 en Europe | annulé en raison de la pandémie de Covid-19 en Europe |
| 2020  | annulé en raison de la pandémie de Covid-19 en Europe | annulé en raison de la pandémie de Covid-19 en Europe | annulé en raison de la pandémie de Covid-19 en Europe | annulé en raison de la pandémie de Covid-19 en Europe |
| 2019  | Prague                                                | Drapeau de la Tchéquie                                | Viktor Byrtus                                         |                                                       |
| 2018  | Bielsko-Biała                                         | Drapeau de la France                                  | Victor Crouin                                         |                                                       |
| 2017  | Lisbonne                                              | Drapeau de la France                                  | Victor Crouin                                         |                                                       |
| 2016  | Kriens                                                | Drapeau de l'Angleterre                               | Patrick Rooney                                        |                                                       |
| 2015  | Prague                                                | Drapeau de l'Angleterre                               | George Parker                                         |                                                       |
| 2014  | Helsinki                                              | Drapeau de l'Angleterre                               | Richie Fallows                                        |                                                       |
| 2013  | Langnau                                               | Drapeau de l'Angleterre                               | Ollie Holland                                         |                                                       |
| 2012  | Porto                                                 | Drapeau de l'Angleterre                               | Declan James                                          |                                                       |
| 2011  | Kriens                                                | Drapeau de l'Angleterre                               | Nathan Lake                                           |                                                       |
| 2010  | Vienne                                                | Drapeau de la France                                  | Lucas Serme                                           |                                                       |
| 2009  | Germering                                             | Drapeau de l'Angleterre                               | Anthony Graham                                        |                                                       |
| 2008  | Stavanger                                             | Drapeau de la France                                  | Grégoire Marche                                       |                                                       |
| 2007  | Herentals                                             | Drapeau de la Suisse                                  | Nicolas Müller                                        |                                                       |
| 2006  | Langnau                                               | Drapeau de l'Allemagne                                | Simon Rösner                                          |                                                       |
| 2005  | Malmö                                                 | Drapeau de l'Angleterre                               | Chris Simpson                                         |                                                       |
| 2004  | Herentals                                             | Drapeau de l'Angleterre                               | Laurence Delasaux                                     |                                                       |
| 2003  | Parsdorf                                              | Drapeau des Pays-Bas                                  | Dylan Bennett                                         |                                                       |
| 2002  | Aix-en-Provence                                       | Drapeau de l'Angleterre                               | James Willstrop                                       |                                                       |
| 2001  | Anvers                                                | Drapeau de la France                                  | Grégory Gaultier                                      |                                                       |
| 2000  | Brême                                                 | Drapeau de la France                                  | Grégory Gaultier                                      |                                                       |
| 1999  | Vienne                                                | Drapeau de l'Angleterre                               | Adrian Grant                                          |                                                       |
| 1998  | Herentals                                             | Drapeau des Pays-Bas                                  | Tommy Berden                                          |                                                       |
| 1997  | Vantaa                                                | Drapeau de la Finlande                                | Olli Tuominen                                         |                                                       |
| 1996  | Recklinghausen                                        | Drapeau de l'Angleterre                               | Lee Beachill                                          |                                                       |
| 1995  | Tel Aviv                                              | Drapeau de l'Angleterre                               | Marcus Cowie                                          |                                                       |
| 1994  | Bolzano                                               | Drapeau de l'Angleterre                               | Paul Hargrave                                         |                                                       |
| 1993  | Odense                                                | Drapeau de l'Angleterre                               | Adam Toes                                             |                                                       |
| 1992  | Oslo                                                  | Drapeau de la Finlande                                | Juha Raumolin                                         |                                                       |
| 1991  | Linz                                                  | Drapeau de l'Angleterre                               | Paul Johnson                                          |                                                       |
| 1990  | Pas de competition                                    | Pas de competition                                    | Pas de competition                                    |                                                       |
| 1989  | Aix-en-Provence                                       | Drapeau de l'Angleterre                               | Peter Marshall                                        |                                                       |

| Année | Lieu                                                  | Pays                                                  | Championne                                            |                                                       |
| ----- | ----------------------------------------------------- | ----------------------------------------------------- | ----------------------------------------------------- | ----------------------------------------------------- |
| 2025  | Prague                                                | Drapeau de la France                                  | Lauren Baltayan                                       |                                                       |
| 2024  | Bucarest                                              | Drapeau de l'Angleterre                               | Amelie Haworth                                        |                                                       |
| 2023  | Zurich                                                | Drapeau de l'Angleterre                               | Asia Harris                                           |                                                       |
| 2022  | Eindhoven                                             | Drapeau de l'Angleterre                               | Katie Malliff                                         |                                                       |
| 2021  | annulé en raison de la pandémie de Covid-19 en Europe | annulé en raison de la pandémie de Covid-19 en Europe | annulé en raison de la pandémie de Covid-19 en Europe | annulé en raison de la pandémie de Covid-19 en Europe |
| 2020  | annulé en raison de la pandémie de Covid-19 en Europe | annulé en raison de la pandémie de Covid-19 en Europe | annulé en raison de la pandémie de Covid-19 en Europe | annulé en raison de la pandémie de Covid-19 en Europe |
| 2019  | Prague                                                | Drapeau de la Pologne                                 | Karina Tyma                                           |                                                       |
| 2018  | Bielsko-Biała                                         | Drapeau de l'Angleterre                               | Lucy Turmel                                           |                                                       |
| 2017  | Lisbonne                                              | Drapeau de l'Espagne                                  | Cristina Gómez                                        |                                                       |
| 2016  | Kriens                                                | Drapeau de l'Angleterre                               | Amelia Henley                                         |                                                       |
| 2015  | Prague                                                | Drapeau de l'Angleterre                               | Georgina Kennedy                                      |                                                       |
| 2014  | Helsinki                                              | Drapeau de la Belgique                                | Nele Gilis                                            |                                                       |
| 2013  | Langnau                                               | Drapeau de l'Angleterre                               | Victoria Temple-Murray                                |                                                       |
| 2012  | Porto                                                 | Drapeau de l'Angleterre                               | Emily Whitlock                                        |                                                       |
| 2011  | Kriens                                                | Drapeau de l'Angleterre                               | Emily Whitlock                                        |                                                       |
| 2010  | Vienne                                                | Drapeau de l'Angleterre                               | Carrie Ramsey                                         |                                                       |
| 2009  | Germering                                             | Drapeau de l'Angleterre                               | Sarah-Jane Perry                                      |                                                       |
| 2008  | Stavanger                                             | Drapeau de la France                                  | Camille Serme                                         |                                                       |
| 2007  | Herentals                                             | Drapeau de la France                                  | Camille Serme                                         |                                                       |
| 2006  | Langnau                                               | Drapeau de la France                                  | Camille Serme                                         |                                                       |
| 2005  | Malmö                                                 | Drapeau de la Belgique                                | Charlie de Rycke                                      |                                                       |
| 2004  | Herentals                                             | Drapeau de la Belgique                                | Charlie de Rycke                                      |                                                       |
| 2003  | Parsdorf                                              | Drapeau de l'Angleterre                               | Suzie Pierrepont                                      |                                                       |
| 2002  | Aix-en-Provence                                       | Drapeau de la Suisse                                  | Manuela Zehnder                                       |                                                       |
| 2001  | Anvers                                                | Drapeau de l'Angleterre                               | Jenny Duncalf                                         |                                                       |
| 2000  | Brême                                                 | Drapeau de l'Angleterre                               | Dominique Lloyd-Walter                                |                                                       |
| 1999  | Vienne                                                | Drapeau de l'Angleterre                               | Vicky Lankester                                       |                                                       |
| 1998  | Herentals                                             | Drapeau de l'Angleterre                               | Tania Bailey                                          |                                                       |
| 1997  | Vantaa                                                | Drapeau de l'Angleterre                               | Tania Bailey                                          |                                                       |
| 1996  | Recklinghausen                                        | Drapeau de l'Angleterre                               | Janie Thacker                                         |                                                       |
| 1995  | Tel Aviv                                              | Drapeau de l'Angleterre                               | Tracey Shenton                                        |                                                       |
| 1994  | Bolzano                                               | Drapeau de l'Angleterre                               | Donia Leeves                                          |                                                       |
| 1993  | Odense                                                | Drapeau de l'Allemagne                                | Silke Bartel                                          |                                                       |
| 1992  | Oslo                                                  | Drapeau de l'Allemagne                                | Sabine Schöne                                         |                                                       |
| 1991  | Linz                                                  | Drapeau de l'Angleterre                               | Cassie Jackman                                        |                                                       |
| 1990  | Pas de competition                                    | Pas de competition                                    | Pas de competition                                    |                                                       |
| 1989  | Aix-en-Provence                                       | Drapeau de l'Angleterre                               | Cassie Jackman                                        |                                                       |

### Compétition par équipes
Chaque nation aligne une équipe de trois joueurs avec deux garçons et une fille. À chaque tour de la compétition, les équipes se rencontrent au meilleur des trois matchs.
| Année | Lieu                                                  | Champion                                              | Finaliste                                             |                                                       |
| ----- | ----------------------------------------------------- | ----------------------------------------------------- | ----------------------------------------------------- | ----------------------------------------------------- |
| 2025  | Prague                                                | France                                                | Angleterre                                            | 2-2                                                   |
| 2024  | Bucarest                                              | France                                                | Angleterre                                            | 2-1                                                   |
| 2023  | Suisse                                                | Angleterre                                            | France                                                | 2-1                                                   |
| 2022  | Eindhoven                                             | Angleterre                                            | France                                                | 2-1                                                   |
| 2021  | annulé en raison de la pandémie de Covid-19 en Europe | annulé en raison de la pandémie de Covid-19 en Europe | annulé en raison de la pandémie de Covid-19 en Europe | annulé en raison de la pandémie de Covid-19 en Europe |
| 2020  | annulé en raison de la pandémie de Covid-19 en Europe | annulé en raison de la pandémie de Covid-19 en Europe | annulé en raison de la pandémie de Covid-19 en Europe | annulé en raison de la pandémie de Covid-19 en Europe |
| 2019  | Prague                                                | Angleterre                                            | Suisse                                                | 2-0                                                   |
| 2018  | Bielsko-Biała                                         | Angleterre                                            | France                                                | 2-1                                                   |
| 2017  | Lisbonne                                              | Angleterre                                            | Espagne                                               | 2-0                                                   |
| 2016  | Kriens                                                | Angleterre                                            | France                                                | 3-0                                                   |
| 2015  | Prague                                                | Angleterre                                            | Finlande                                              | 3-0                                                   |
| 2014  | Helsinki                                              | Angleterre                                            | Espagne                                               | 3-0                                                   |
| 2013  | Langnau                                               | Angleterre                                            | France                                                | 3-0                                                   |
| 2012  | Porto                                                 | Angleterre                                            | Belgique                                              | 3-0                                                   |
| 2011  | Kriens                                                | Angleterre                                            | Belgique                                              | 3-0                                                   |
| 2010  | Vienne                                                | Angleterre                                            | Pays de Galles                                        | 3-0                                                   |
| 2009  | Germering                                             | Allemagne                                             | Angleterre                                            | 2-1                                                   |
| 2008  | Stavanger                                             | Angleterre                                            | France                                                | 2-1                                                   |
| 2007  | Herentals                                             | Angleterre                                            | France                                                | 2-1                                                   |
| 2006  | Langnau                                               | Allemagne                                             | Angleterre                                            | 3-0                                                   |
| 2005  | Malmö                                                 | Angleterre                                            | Allemagne                                             | 3-0                                                   |
| 2004  | Herentals                                             | Angleterre                                            | France                                                | 3-0                                                   |
| 2003  | Parsdorf                                              | Angleterre                                            | Pays-Bas                                              | 2-1                                                   |
| 2002  | Aix-en-Provence                                       | Angleterre                                            | Suisse                                                | 2-1                                                   |
| 2001  | Anvers                                                | Angleterre                                            | Allemagne                                             | 3-0                                                   |
| 2000  | Brême                                                 | Angleterre                                            | Espagne                                               | 2-1                                                   |
| 1999  | Vienne                                                | Angleterre                                            | Espagne                                               | 3-0                                                   |
| 1998  | Herentals                                             | Angleterre                                            | Pays-Bas                                              | 3-0                                                   |
| 1997  | Vantaa                                                | Angleterre                                            | Allemagne                                             | 3-0                                                   |
| 1996  | Recklinghausen                                        | Angleterre                                            | Suisse                                                | 3-0                                                   |
| 1995  | Tel Aviv                                              | Angleterre                                            | Italie                                                | 3-0                                                   |
| 1994  | Bolzano                                               | Angleterre                                            | France                                                | 2-1                                                   |
| 1993  | Odense                                                | Angleterre                                            | France                                                | 3-0                                                   |
| 1992  | Oslo                                                  | Angleterre                                            | Finlande                                              | 2-1                                                   |
| 1991  | Linz                                                  | Angleterre                                            | Allemagne                                             | 3-0                                                   |
| 1990  | Gand                                                  | Angleterre                                            | Allemagne                                             | 3-0                                                   |
| 1989  | Aix-en-Provence                                       | Angleterre                                            | Allemagne                                             | 3-0                                                   |
| 1988  | Tel Aviv                                              | Angleterre                                            | Allemagne                                             | 3-0                                                   |
| 1987  | Warmond                                               | Angleterre                                            | Écosse                                                | 3-0                                                   |
| 1986  | Oslo                                                  | Angleterre                                            | Suède                                                 | 3-0                                                   |
| 1985  | Ludwigsburg                                           | Angleterre                                            | Suède                                                 | 3-0                                                   |
| 1984  | Ludwigsburg                                           | Suède                                                 | Angleterre                                            | 2-1                                                   |